# Юрманга (приток Леденьги)

Юрманга — река в России, протекает в Бабушкинском районе Вологодской области. Устье реки находится в 43 км по правому берегу реки Леденьги. Длина реки составляет 21 км.
Исток находится в болотах в 45 км к юго-востоку от Тотьмы и в 15 км к юго-востоку от Села имени Бабушкина. Юрманга течёт на северо-запад через заболоченные леса. Крупнейший приток - Малая Юрманга (правый). Населённых пунктов на реке нет, за исключением посёлка Юрманга, стоящего в месте впадения Юрманги в Леденьгу.

## Данные водного реестра
По данным государственного водного реестра России относится к Двинско-Печорскому бассейновому округу, водохозяйственный участок реки — Северная Двина от начала реки до впадения реки Вычегда, без рек Юг и Сухона (от истока до Кубенского гидроузла), речной подбассейн реки — Сухона. Речной бассейн реки — Северная Двина.
По данным геоинформационной системы водохозяйственного районирования территории РФ, подготовленной Федеральным агентством водных ресурсов:
- Код водного объекта в государственном водном реестре — 03020100312103000008350
- Код по гидрологической изученности (ГИ) — 103000835
- Код бассейна — 03.02.01.003
- Номер тома по ГИ — 03
- Выпуск по ГИ — 0